# Pembroke Lodge
Pembroke Lodge è una magione in stile georgiano che si erge a Richmond Park, uno dei Parchi Reali della città di Londra. Si trova in una superficie collinare dalla quale si hanno splendide viste della valle del Tamigi. Copre undici acri.
Fu costruita nel 1754, inizialmente pensata come umile abitazione. Fu poi allargata con l'aggiunta di quattro stanze principali. 
Nel 1787 l'edificio fu rilevato, per concessione di Giorgio III d'Inghilterra dalla Contessa di Pembroke, che la ampliò notevolmente e le diede la struttura attuale a cavallo tra il 1788 ed il 1796. 
Nel 1847, la regina Vittoria d'Inghilterra cedette Pembroke Lodge a Lord John Russell, poi importante Primo Ministro e nonno di Bertrand Russell, che ospitò nella sua abitazione molti personaggi di rilievo dell'epoca come Charles Dickens, Lord Alfred Tennyson, William Makepeace Thackeray e persino Giuseppe Garibaldi.